# الهدف الحادي عشر من أهداف التنمية المستدامة
الهدف الحادي عشر من أهداف التنمية المستدامة يدور حول «المدن والمجتمعات المستدامة» وهو أحد أهداف التنمية المستدامة السبعة عشر التي وضعتها الجمعية العامة للأمم المتحدة عام 2015. الهدف الحادي عشر هو «جعل المدن شاملة، وآمنة، ومرنة، ومستدامة». تأخذ أهداف التنمية المستدامة السبعة عشر في الحسبان أن العمل في أحد المجالات سيؤثر على النتائج في مجالات أخرى أيضًا، وأن التنمية يجب أن توازن بين الاستدامة الاجتماعية والاقتصادية والبيئية. تشمل غايات الهدف الحادي عشر من أهداف التنمية المستدامة: الاستثمار في النقل العام، وإنشاء مساحات عامة خضراء، وتحسين التخطيط والإدارة الحضريين بطرق تشاركية وشاملة.
للهدف الحادي عشر من أهداف التنمية المستدامة عشر غايات يجب تحقيقها، ويُقاس ذلك من خلال خمسة عشر مؤشرًا. وتشمل «نتائج الغايات» السبعة ما يلي: الإسكان الآمن والميسور التكلفة، ونظم النقل المستدامة والميسورة التكلفة؛ والتحضر الشامل والمستدام؛ وحماية التراث الثقافي والطبيعي في العالم؛ وتقليل الآثار السلبية للكوارث الطبيعية؛ وتقليل الآثار البيئية للمدن؛ وتوفير الوصول إلى مساحات عامة وخضراء آمنة وشاملة. وتشمل «وسائل تحقيق الأهداف» الثلاثة ما يلي: التخطيط القوي للتنمية الوطنية والإقليمية، وتنفيذ سياسات الإدماج وكفاءة الموارد والحد من مخاطر الكوارث، ودعم البلدان الأقل نماء في تحقيق بناء مستدام ومرن.
عام 2018، كان 4.2 مليار شخص، أو 55% من سكان العالم، يعيشون في المدن. بحلول عام 2050، من المتوقع أن يصل عدد سكان المدن إلى 6.5 مليار. لا يمكن تحقيق التنمية المستدامة دون تغيير كبير في الطريقة التي نبني بها مساحاتنا الحضرية ونديرها. تشغل مدن العالم 3% فقط من مساحة الأرض، لكنها مسؤولة عن 60 – 80% من استهلاك الطاقة، و75% من انبعاثات الكربون. لذلك، تعد المدن سببًا مهمًا وحلًا للتغير المناخي.
عام 2018، بلغ عدد سكان المناطق العشوائية أكثر من مليار، أي 24% من سكان المناطق الحضرية. عدد الأشخاص الذين يعيشون في المناطق العشوائية أو المستوطنات غير الرسمية هو الأعلى في شرق وجنوب شرق آسيا، وفي أفريقيا جنوب الصحراء الكبرى، ووسط وجنوب آسيا. في 2019، كان نصف سكان المناطق الحضرية في العالم يتمتعون بسهولة الوصول إلى وسائل النقل العام، والتي تُعرَّف بأنها العيش على مسافة 500 متر سيرًا على الأقدام من نظام نقل منخفض السعة (مثل محطة الحافلات) وعلى بعد كيلومتر واحد من نظام نقل عالي السعة (مثل سكة حديد). في الفترة ما بين عامي 1990 و2015، سجلت معظم المناطق الحضرية زيادة عامة في مساحة البناء لكل شخص. سجلت العديد من المناطق زيادة ثابتة في مساحة البناء للفرد، وقد سجلت أستراليا ونيوزيلندا أعلى القيم.

## خلفية
أهداف التنمية المستدامة عبارة عن مجموعة من سبعة عشر هدفًا عالميًا مُصمَّمة حتى تكون «مخططًا لتحقيق مستقبل أفضل وأكثر استدامة للجميع». إنها تتناول التحديات العالمية التي نواجهها بما في ذلك تلك المتعلقة بالفقر، وعدم المساواة، والتغير المناخي، والتدهور البيئي، والسلام، والعدالة.
الهدف الحادي عشر من أهداف التنمية المستدامة هو تحسين المدن وجعلها أكثر استدامة. يتطلب هذا عدة أشياء، مثل خلق فرص العمل والعمل، والإسكان الآمن والميسور التكلفة، وبناء مجتمعات واقتصادات مرنة. تشمل الأمثلة الأخرى: الاستثمار في النقل العام، وإنشاء مساحات عامة خضراء، وتحسين التخطيط الحضري.
«بحلول عام 2050، سيكون ثلثا البشرية أي 6.5 مليار شخص في مناطق حضرية. لا يمكن تحقيق التنمية المستدامة دون تغيير كبير في الطريقة التي نبني بها مساحاتنا الحضرية ونديرها، وفقًا للأمم المتحدة».
أدى النمو غير المسبوق للمدن نتيجة لتزايد حركة السكان إلى داخل وخارج الموقع الجغرافي إلى ازدهار المدن الكبيرة، وخاصة في العالم النامي، وأصبحت المناطق العشوائية سمة أكثر أهمية للحياة الحضرية.
ما بين عامي 2000 و2014، انخفضت نسبة الأشخاص الذين يعيشون في المناطق العشوائية من 39% إلى 30%. علي أي حال، لقد ارتفع العدد المطلق للأشخاص الذين يعيشون في المناطق العشوائية من 792 مليونًا عام 2000 إلى نحو 880 مليونًا عام 2014، وتسارعت الحركة من المناطق الريفية إلى المناطق الحضرية مع نمو السكان وتوافر بدائل سكنية أفضل.

## الغايات والمؤشرات والتقدم

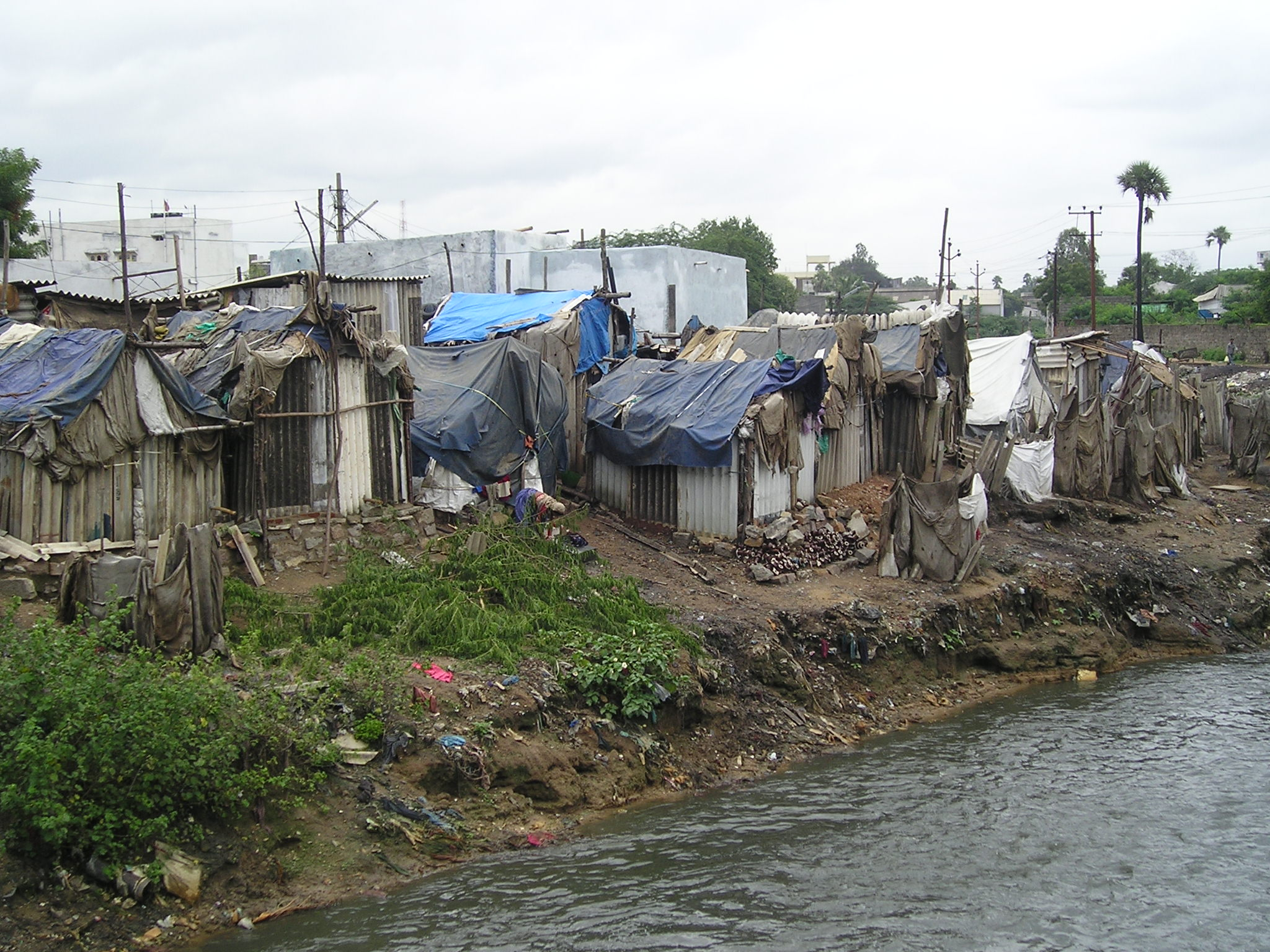
المناطق العشوائية في حيدر آباد في الهند.

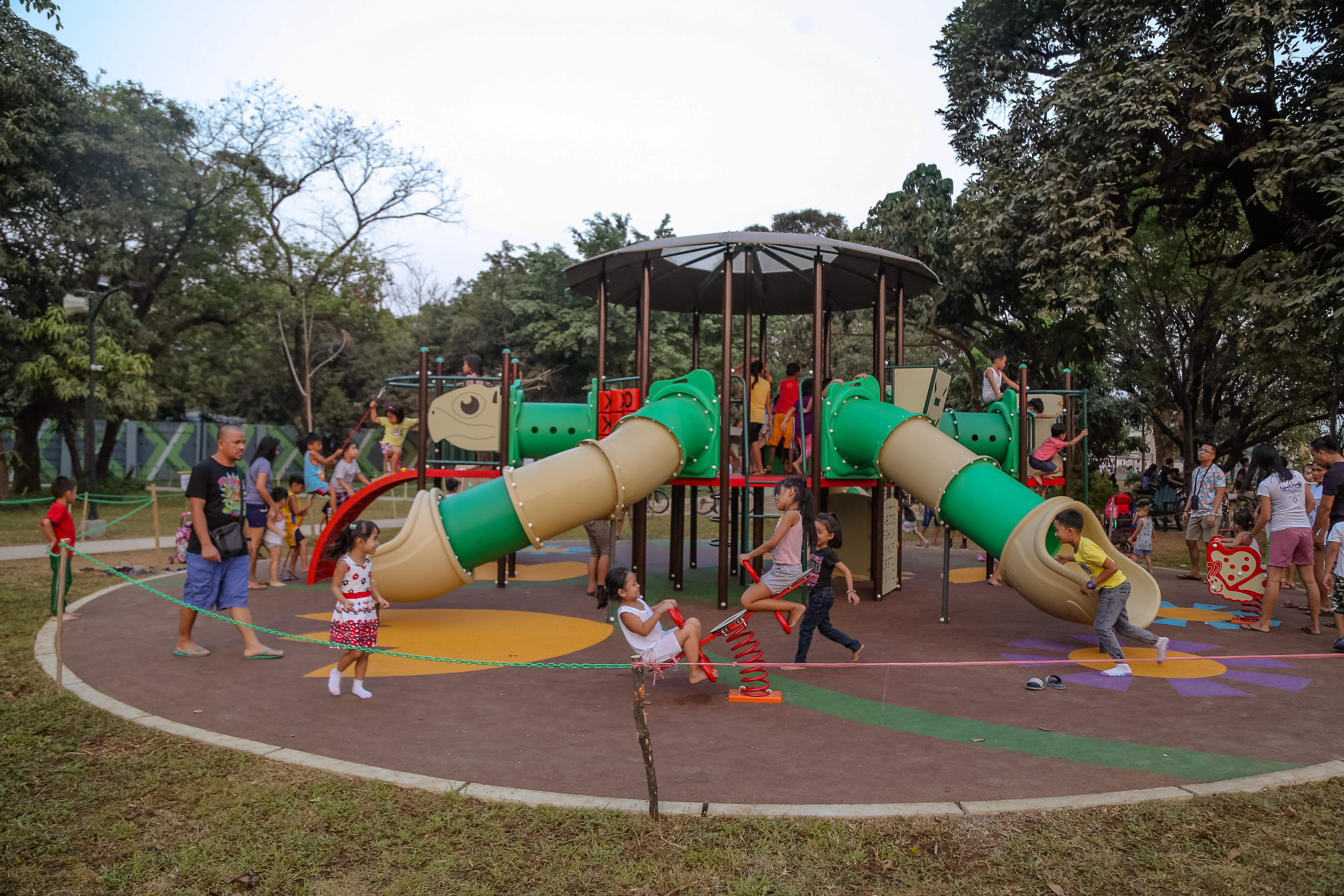
منتزه عائلي للأطفال والعائلات في فالينزويلا، الفلبين.

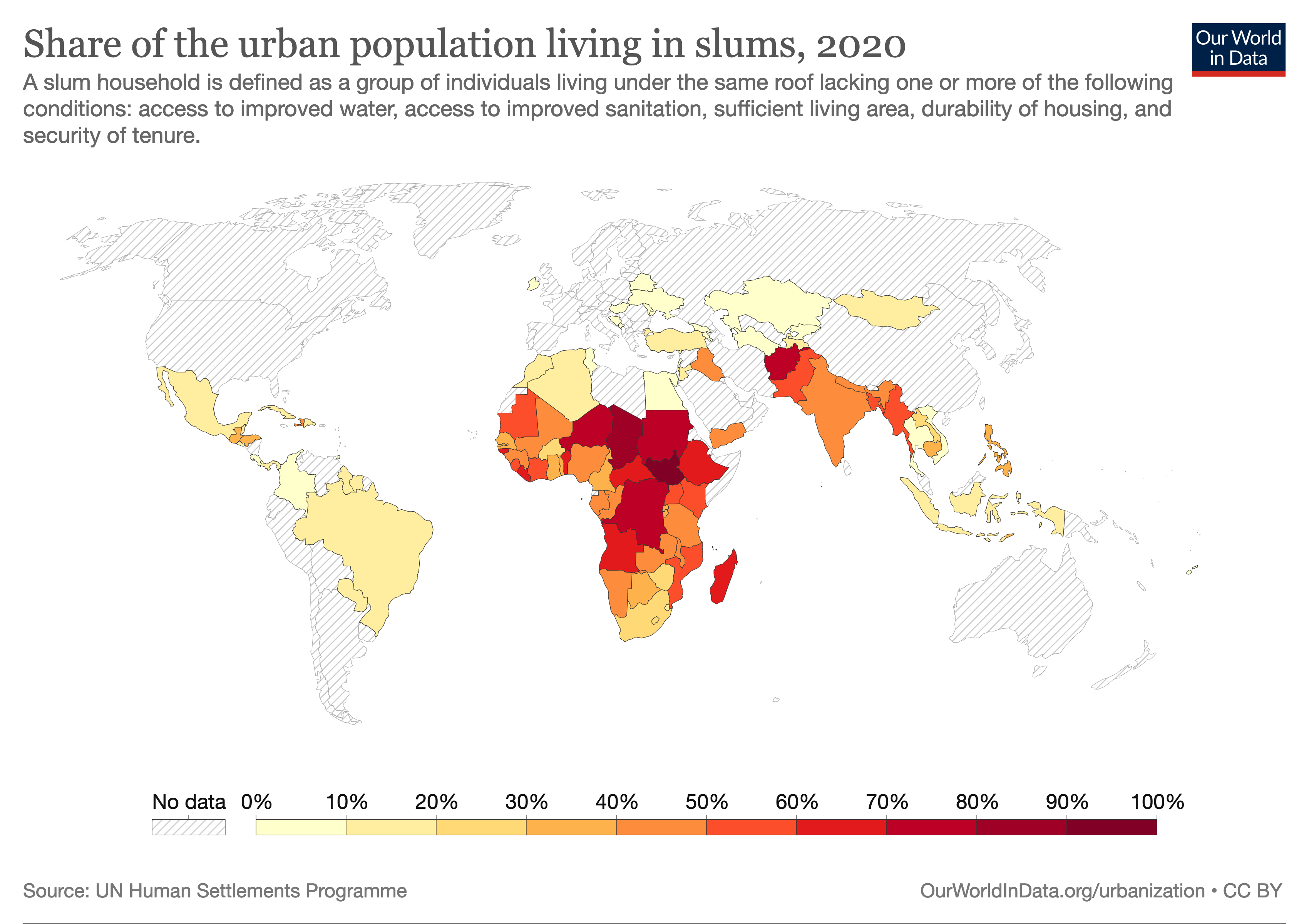
خريطة العالم للمؤشر 11.1.1 عام 2014: «حصة من يعيشون في المناطق العشوائية».

حددت الأمم المتحدة 10 غايات و15 مؤشرًا للهدف الحادي عشر للتنمية المستدامة. تحدد الغايات الأهداف، وتمثل المؤشرات المقاييس التي يهدف العالم من خلالها إلى تتبع ما إذا كانت هذه الأهداف قد تحققت أم لا. ستتحقق ستة منها بحلول عام 2030، وواحدة بحلول عام 2020، وثلاثة ليس لها سنوات مستهدفة. يحتوي كل هدف أيضًا على مؤشر واحد أو مؤشرين ستستخدم في قياس التقدم.

### الغاية 11.1: سكن آمن وميسور التكلفة
العنوان الكامل للغاية 11.1 هو «بحلول عام 2030، ضمان وصول الجميع إلى السكن والخدمات الأساسية الملائمة والآمنة والميسورة التكلفة ورفع مستوى المناطق العشوائية».
لهذه الغاية مؤشر واحد: المؤشر 11.1.1 هو «نسبة سكان المناطق الحضرية الذين يعيشون في بيوت عشوائية».
الأشخاص الذين يعيشون في المناطق العشوائية لا يحصلون على مياه مُحسَّنة، ومرافق صرف صحي مُحسَّنة، ومساحة معيشية كافية، وسكن دائم.
الغاية 11.1 هي ضمان الحصول على سكن آمن وميسور التكلفة بحلول عام 2030. مؤشر قياس التقدم نحو هذا الهدف هو نسبة سكان المناطق الحضرية الذين يعيشون في المناطق العشوائية أو المستوطنات غير الرسمية. ما بين عامي 2000 و2014، انخفضت النسبة من 39% إلى 30%. على أي حال، لقد ارتفع العدد المطلق للأشخاص الذين يعيشون في المناطق العشوائية من 792 مليونًا في عام 2000 إلى ما يقدر بنحو 880 مليونًا في عام 2014. وتسارعت الحركة من المناطق الريفية إلى المناطق الحضرية مع نمو السكان وتوافر بدائل سكنية أفضل.
عام 2018، بلغ عدد سكان المناطق العشوائية أكثر من مليار، أو 24% من سكان المناطق الحضرية. عدد الأشخاص الذين يعيشون في المناطق العشوائية الحضرية هو الأعلى في شرق وجنوب شرق آسيا، وأفريقيا جنوب الصحراء الكبرى ووسط وجنوب آسيا.

### الغاية 11.2: أنظمة نقل ميسورة التكلفة ومستدامة

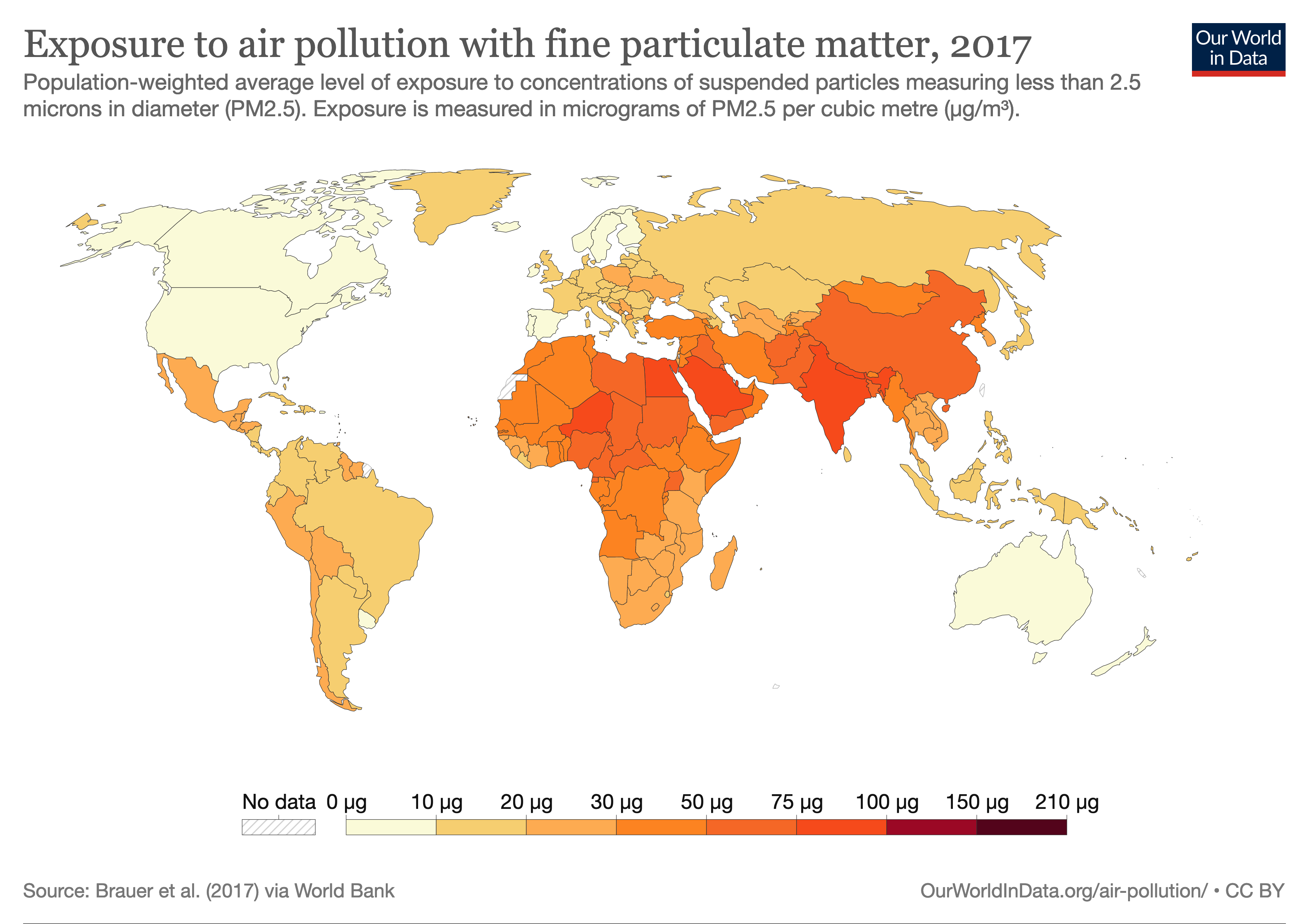
خريطة للمؤشر 11.2 توضح تلوث الهواء بالمواد الجسيمية عام 2016.

النص الكامل للغاية 11.2 هو «بحلول عام 2030، توفير إمكانية الوصول إلى أنظمة نقل آمنة وميسورة التكلفة ويسهل الوصول إليها ومستدامة للجميع، وتحسين السلامة على الطرق، ولا سيما عن طريق توسيع وسائل النقل العام، مع إيلاء اهتمام خاص لاحتياجات الأشخاص الأكثر ضعفًا، والنساء، والأطفال، والمعوقون، وكبار السن».
لهذه الغاية مؤشر واحد: المؤشر 11.2.1 هو «نسبة السكان الذين يتمتعون بسهولة الوصول إلى وسائل النقل العام، حسب الجنس والعمر والأشخاص ذوي الإعاقة».
عام 2019، كان نصف سكان المناطق الحضرية حول العالم يتمتعون بسهولة الوصول إلى وسائل النقل العام، والتي تٌعرَّف بأنها العيش على مسافة 500 متر سيرًا على الأقدام من نظام نقل منخفض السعة (مثل محطة الحافلات) وعلى بعد كيلومتر واحد من نظام نقل عالي السعة (مثل سكة حديد).

### الغاية 11.3: التحضر الشامل والمستدام
الغاية 11.3 بالنص الكامل هو «بحلول عام 2030، تعزيز التحضر الشامل والمستدام والقدرة على التخطيط والإدارة التشاركي والمتكامل والمستدام للمستوطنات البشرية في جميع البلدان».
لهذه الغاية مؤشرين:
- المؤشر 11.3.1: نسبة معدل استهلاك الأراضي إلى معدل النمو السكاني.
- المؤشر 11.3.2: نسبة المدن ذوات بنية المشاركة المباشرة للمجتمع المدني في التخطيط الحضري والإدارة التي تعمل بانتظام وديمقراطية.

لا توجد حاليًا أي بيانات متاحة عن هذا المؤشر.

### الغاية 11.4: حماية التراث الثقافي والطبيعي للعالم
النص الكامل للغاية 11.4: «تعزيز الجهود لحماية التراث الثقافي والطبيعي في العالم وصونه».
للغاية 11.4 مؤشر واحد: المؤشر 11.4.1 «إجمالي الإنفاق الفردي للحفاظ على التراث الثقافي والطبيعي وحمايته وصونه، من خلال مصدر التمويل (العام والخاص)، ونوع التراث (الثقافي والطبيعي)، والمستوى الحكومي (وطني، وإقليمي، محلي/بلدي)».
قد يصعب قياس هذا المؤشر للأسباب التالية: قد لا تفصل أطر المحاسبة الوطنية للبلدان بوضوح الأنشطة الثقافية والطبيعية عن الأنشطة الأخرى، وبسبب إمكانية إعادة توجيه المعاملات المالية لاستخدامات مختلفة، وإمكانية احتساب المعاملات المالية مرتين على مستويات مختلفة من الإدارة العامة. لا توجد حاليا أي بيانات متاحة لهذا المؤشر. 

### الغاية 11.5: الحد من الآثار الضارة للكوارث الطبيعية
النص الكامل للهدف 11.5: «الحد بشكل كبير من عدد الوفيات وعدد المتضررين، والحد بشكل كبير من الخسائر الاقتصادية المباشرة المتعلقة بالناتج المحلي الإجمالي العالمي المتأثر بالكوارث، بما في ذلك الكوارث المتعلقة بالمياه، مع التركيز على حماية الفقراء والأشخاص المعرضين للخطر، وذلك بحلول عام 2030».
تشمل المؤشرات:
- المؤشر 11.5.1: عدد الوفيات، والمفقودين، والمتضررين بشكل مباشر من الكوارث لكل 100,000 من السكان. تشير المؤشرات التي قيست هنا، إلى معدلات الوفيات للمشردين داخليًا والمفقودين وإجمالي عدد المتضررين من الكوارث الطبيعية.
- المؤشر 11.5.2: الخسائر الاقتصادية المباشرة فيما يتعلق بالناتج المحلي الإجمالي العالمي، والأضرار التي لحقت بالبنية التحتية الحيوية، وعدد الانقطاعات في الخدمات الأساسية بسبب الكوارث.

### الغاية 11.6: تقليل الآثار البيئية للمدن
النص الكامل للغاية 11.6: «الحد من الأثر البيئي السلبي الفردي للمدن، بما في ذلك عن طريق إيلاء اهتمام خاص لنوعية الهواء وإدارة نفايات البلديات وغيرها، بحلول عام 2030».
تشمل المؤشرات:
- المؤشر 11.6.1: نسبة النفايات الصلبة البلدية التي جُمعت وأُديرت في مرافق خاضعة للرقابة من إجمالي النفايات البلدية الناتجة عن المدن.
- المؤشر 11.6.2: المستويات المتوسطة السنوية من الجسيمات المعلقة (مثل الجسيم 2.5 والجسيم 10) في المدن (مرجح حسب السكان).

يمكن أن تؤثر الجسيمات المعلقة الموجودة في الهواء على الجهاز الوعائي القلبي والأعضاء الرئيسية الأخرى. سيؤدي التعرض المزمن إلى مزيد من المخاطر الصحية. 

### الغاية 11.7: توفير الوصول إلى مساحات خضراء وعامة آمنة وشاملة
النص الكامل للغاية 11.7: «توفير الوصول الشامل إلى مساحات خضراء وعامة آمنة وشاملة وميسورة، ولا سيما للنساء والأطفال وكبار السن والأشخاص ذوي الإعاقة، بحلول عام 2030».
تشمل المؤشرات:
- المؤشر 11.7.1: متوسط حصة المساحة المبنية في المدن، التي تكون مساحة مفتوحة للاستخدام العام للجميع، حسب الجنس والعمر، والأشخاص ذوي الإعاقة.
- المؤشر 11.7.2: نسبة ضحايا التحرش الجسدي أو الجنسي، حسب الجنس والعمر وحالة الإعاقة ومكان حدوثها، في الإثني عشر شهرًا السابقة.

تُظهر البيانات التي جُمعت في عام 2019، تسجيل معظم المناطق الحضرية زيادة عامة في المنطقة المبنية لكل شخص بين عامي 1990 و2015. سجلت العديد من المناطق زيادة ثابتة في المنطقة المبنية للفرد، وسجلت أستراليا ونيوزيلندا أعلى القيم.
بلغ متوسط حصة الأراضي المخصصة للشوارع والأماكن المفتوحة حوالي 16% فقط على مستوى العالم، استنادًا لبيانات عام 2019 من 95 دولة. تمثل الشوارع حوالي ثلاثة أضعاف مساحة الأراضي الحضرية مقارنة بالأماكن العامة المفتوحة، مثل الحدائق. 

### الغاية 11.a: تخطيط قوي للتنمية على الصعيدين الوطني والإقليمي
النص الكامل للغاية 11.a: «دعم الروابط الاقتصادية والاجتماعية والبيئية الإيجابية، بين المناطق الحضرية وشبه الحضرية والريفية، من خلال تعزيز التخطيط الإنمائي الوطني والإقليمي».
تتضمن مؤشر واحد: المؤشر 11.a.1: «عدد البلدان التي لديها سياسات حضرية وطنية أو خطط تنمية إقليمية والتي (أ) تستجيب لديناميات السكان، (ب) تضمن التنمية الإقليمية المتوازنة، (ج) تزيد الحيز المالي المحلي».
يعدّ هذا المؤشر أحد المقاييس الرئيسية لقياس التحضر ورصده. يمكن أن يكون بمثابة تحليل للفجوات لدعم التوصيات السياسية. قد تشمل مصادر البيانات لهذا المؤشر: الوثائق الرسمية مثل الخطة الحضرية الوطنية المتاحة في الإدارات الوطنية والإقليمية، ومسوحات نقاط الخدمة، وقاعدة بيانات السياسات الحضرية الوطنية التي توفرها الأمم المتحدة، وأوربان ليكس، وقاعدة بيانات القوانين والسياسات المتعلقة بالمسائل الحضرية التي وضعها برنامج الأمم المتحدة للمستوطنات البشرية. لا توجد حاليا أي بيانات متاحة لهذا المؤشر. 

### الغاية 11.b: تنفيذ سياسات الإدماج وكفاءة الموارد والحد من مخاطر الكوارث
النص الكامل للغاية 11.b: «زيادة كبيرة لعدد المدن والمستوطنات البشرية التي تتبنى سياسات وخطط متكاملة من أجل الإدماج، وكفاءة الموارد، والتخفيف من التغير المناخي والتكيف معه، والقدرة على الصمود أمام الكوارث، وتنفذها، وتطور إدارة شاملة لمخاطر الكوارث على جميع المستويات وتنفذها، تماشيًا مع إطار سينداي للحد من مخاطر الكوارث 2015-2030، كل ذلك بحلول 2030».
كان من المقرر تحقيق هذا الهدف بحلول عام 2020، على عكس معظم أهداف التنمية المستدامة التي ينبغي تحقيقها عام 2030.
تشمل المؤشرات:
- المؤشر 11.b.1: عدد البلدان التي تتبنى استراتيجيات وطنية للحد من مخاطر الكوارث وتنفذها، بما يتماشى مع إطار سينداي للحد من مخاطر الكوارث 2015-2030.
- المؤشر 11.b.2: نسبة الحكومات المحلية التي تتبنى استراتيجيات محلية للحد من مخاطر الكوارث وتنفذها، بما يتماشى مع الاستراتيجيات الوطنية للحد من مخاطر الكوارث.

### الغاية 11.c: دعم البلدان الأقل نماء في البناء المرن والمستدام
النص الكامل للهدف 11.c: «دعم البلدان الأقل نماء، من خلال المساعدة المالية والتقنية، في بناء المباني المستدامة والمرنة باستخدام المواد المحلية».
تتضمن هذه الغاية مؤشرًا واحدًا: المؤشر 1c.1.1 «نسبة الدعم المالي لأقل البلدان نماء، والمخصص لتشييد المباني المستدامة والمرنة وذات الكفاءة في استخدام الموارد وتحديثها، باستخدام المواد المحلية».
قُدم اقتراح في عام 2020 لحذف هذا المؤشر. 

### الوكالات الراعية
الوكالات الراعية مسؤولة عن جمع البيانات والإبلاغ عن المؤشرات:
- برنامج الأمم المتحدة للمستوطنات البشرية: لمؤشرات الغايات 11.1 و11.2 و11.3 وكذلك للمؤشر 11.a.1 والمؤشر 11.c.1.
- معهد الإحصاء في اليونيسكو: للمؤشر 11.4.1.
- مكتب الأمم المتحدة للحد من مخاطر الكوارث: لمؤشرات الغاية 11.5 والمؤشر 11.b.2.
- برنامج الأمم المتحدة للمستوطنات البشرية وإدارة الأمم المتحدة للشؤون الاقتصادية والاجتماعية والشعبة الإحصائية بالأمم المتحدة: للمؤشر 11.6.1.

## الرصد والتقدم
تُنشر تقارير مرحلية رفيعة المستوى لجميع أهداف التنمية المستدامة في شكل تقارير من قبل الأمين العام للأمم المتحدة، وكان آخرها في أبريل 2020، وسبقه تقرير في مايو 2019.
قام المنتدى السياسي رفيع المستوى في عام 2018، بتقييم التقدم المحرز في تحقيق أهداف التنمية المستدامة. كان الهدف الحادي عشر أحد الأهداف التي رُكز عليها. ناقشوا التقدم والنجاحات والتحديات والدروس المستفادة، أثناء السعي إلى عالم أكثر عدلاً وسلامًا وازدهارًا وكوكبًا صحيًا بحلول عام 2030. 

## التحديات

### آثار جائحة كوفيد
أثبت الهدف 11 من أهداف التنمية المستدامة أنه ذو أهمية حاسمة خلال جائحة كوفيد-19، من خلال ضمان الحد من التعرض لأولئك الذين يعيشون في المناطق المزدحمة. أظهر لنا الوباء أن هناك تحدٍ قائم في تباعدنا الحضري، إذ توجد 90% من الحالات في هذه المناطق.
يعد التراث محرك اقتصادي مهم، وقد تضرر قطاع الثقافة بشدة وفقد التمويل، بسبب جائحة كوفيد-19 في عام 2020.